# Ocharán
Ocharán (euskera: Otxaran)  es un barrio rural encuadrado dentro del municipio de Zalla en la comarca de Las Encartaciones (Vizcaya) en el País Vasco, España. 

## Características
Geográficamente Ocharán está situada en el fondo de un valle a 115 m de altura, flanqueado al oeste por el monte Garbea (730m), al norte por el Alto Avellaneda (510m), al sur por el Basoaga (347m) y al este por la zona de Mimétiz. Es cruzado de oeste a este por un arroyo, de caudal variable según la estación del año, de nombre Retola, afluente del río Cadagua. Su población es de 223 personas (111 hombres y 112 mujeres) según el último censo (2009) del Ayuntamiento de Zalla. El centro, que está formado por un grupo de caseríos arremolinados alrededor de una iglesia erigida en honor de Santiago Apóstol, recibía antiguamente el nombre de «Ocharán de Abajo».

## Barrios
Erretola, Calzadilla, Malabrigo, La Lastra, Santibáñez, Ahedo, Somovalle, La Flor, La Barga, Laisequilla, Basoaga, Montellano, Ocharán de Arriba, La Llana, El Arroyo y Pajaza.

## Patrimonio
La Flor-
Ermita situada en un paraje natural de Otxaran (entre La Barga y Ahedo), está dedicada a nuestra Señora la Virgen de la Flor, cuya festividad se suele celebrar el último domingo de mayo. Es sucesora de otra anterior desplomada por ruina, que se la conocía como ermita de San Juan de la Hormaza; pasará con el tiempo a denominarse "de la Flor" (talla en madera policromada del siglo XVI, en la que la Virgen sostiene al Niño en el brazo izquierdo y en su mano derecha una flor). A este templo porticado se accede por una larga escalinata; su planta poligonal mide de máximo 5,90 x 6,50 m.; paramentos de ladrillo visto, vidriera, verja con puerta acristalada, espadaña en piedra con campanita y remate en Cruz. En su interior hay un bonito retablo con la escultura en madera de la Virgen; tablas de San Juan y Santiago peregrino, principalmente; en la parte superior la pintura de un Calvario. Construida de nueva planta por su benefactor, fue inaugurada el año de 1980.